# 伊利諾州第四國會選區
伊利諾州第四國會選區是伊利诺伊州的聯邦眾議員選區之一。 當前眾議員為傑蘇斯·加西亞，於2019年1月3日上任。

## 概要
耳罩般的形狀將兩塊西班牙裔區域集中起來，只在294號州際公路沿線保留狹窄的聯結。